# Bernhard Grzimek
Bernhard Klemens Maria Grzimek [ˈgʒɪmɛk] (Nysa, 24 aprile 1909 – Francoforte sul Meno, 13 marzo 1987) è stato un veterinario, etologo e zoologo tedesco.
Fu direttore dello zoo di Francoforte sul Meno nel secondo dopoguerra e in seguito si impegnò per la salvaguardia del parco naturale africano del Serengeti. Ottenne l'oscar per il miglior documentario con Serengeti non morirà nel 1960. Condusse per decenni un programma televisivo sugli animali alla televisione tedesca. Scrisse numerosi libri sugli animali e curò un'importante enciclopedia sugli animali.

## Biografia

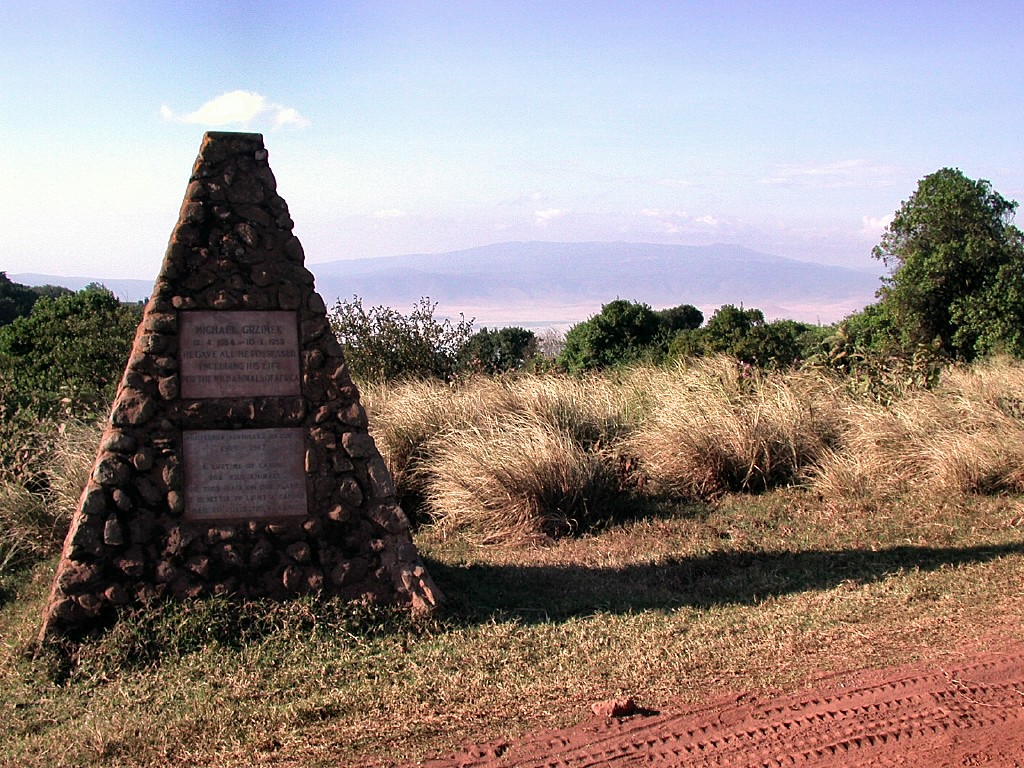
La tomba di Grzimek nel cratere del Ngorongoro in Tanzania.

Grzimek era il figlio dell'avvocato e notaio Paul Franz Constantin Grzimek e di Margarete (Margot) Wanke sposata in seconde nozze.
Studente a Wittenberg, la città di Lutero, nel 1928 iniziò gli studi di Medicina Veterinaria, prima a Lipsia e poi a Berlino, dove si laureò nel 1933.
Il 17 marzo 1930 si sposa con Hildegard Prüfer, figlia di insegnanti. La coppia ebbe tre figli: Rochus, Michael e il figlio adottivo Thomas.
Nel 1959, durante le riprese del film documentario Serengeti non morirà, il figlio Michael precipita con il suo aereo e muore.
Nel 1973 Grzimek si separa dalla moglie e, Il 30 maggio 1978, si sposa in seconde nozze con la nuora Erika.